# Schefflera samoensis
Schefflera samoensis är en araliaväxtart som först beskrevs av Asa Gray, och fick sitt nu gällande namn av Hermann August Theodor Harms. Schefflera samoensis ingår i släktet Schefflera och familjen araliaväxter. Inga underarter finns listade.